# Brother Bear
Brother Bear (traducida como Hermano oso en España y Tierra de osos en Hispanoamérica) es una película animada de Walt Disney Feature Animation dirigida por Aaron Blaise y Robert Walker. Fue estrenada el 7 de noviembre de 2003. Es la 44.ª película dentro del canon de Walt Disney Animation.
La recepción de Brother Bear fue mixta, ya que la crítica encontró varias similitudes artísticas y argumentales con la película Pocahontas (1995), pero la audiencia llegó a disfrutarla más en comparación a esta última. La película cuenta con una secuela, Brother Bear 2, que fue lanzada directamente a DVD. 

## Argumento
La película se desarrolla en Alaska después de la era de hielo, donde los miembros de la tribu local creen que todas las criaturas son creadas a través de los Espíritus, que se dice que aparecen en forma de aurora. Un anciano le cuenta a su tribu sobre una historia cuando él era un joven, la historia se trata de él y sus dos hermanos (Kenai, el hermano menor, Denahi, el hermano mediano, y Sitka, el hermano mayor), huyendo de una estampida de renos, y después de navegar en canoa con orcas. Regresan a su tribu para que Kenai reciba su tótem, un collar en forma de animal. El animal particular que representa simboliza lo que debe lograr para llamarse a sí mismo un hombre. A diferencia de Sitka, que ganó el águila de la orientación, y Denahi, que ganó el lobo de la sabiduría, Kenai recibe el oso del amor. Él se opone a esto, afirmando que los osos son criaturas sin sentimientos y ladrones, y cree que su punto se hace realidad cuando un oso toma un poco de salmón que los hermanos trajeron para el ritual. Kenai y sus hermanos persiguen al oso, pero sigue una lucha en un glaciar, durante el cual Sitka sacrifica su vida para salvar a sus hermanos, aunque el oso sobrevive. Enfadado, Kenai se dirige a vengar a Sitka después de su funeral. Él persigue al oso hacia una montaña y lo mata. Los espíritus, representados por el espíritu de Sitka en forma de águila calva, transforman a Kenai en un oso después de que el cuerpo del oso muerto se evapora. Llega Denahi, confundiendo a Kenai como muerto, y creyendo que su forma de oso es responsable de la muerte, jura vengar a Kenai persiguiéndolo.
Kenai cae en algunos rápidos, sobrevive y es curado por Tanana, la chamán de la tribu de Kenai. Ella no habla el lenguaje del oso, pero le aconseja que regrese a la montaña donde "las  luces  tocan la tierra" para encontrar a Sitka y que lo haga volver a la normalidad, pero solo cuando él corrija su error; y después ella desaparece sin ninguna una explicación. Kenai descubre rápidamente que la vida silvestre puede hablar, conociendo a dos alces hermanos, Rutt y Tuke. Él queda atrapado en una trampa  de Denahi, pero es liberado por un cachorro oso saliente llamado Koda. Ellos hacen un trato: Kenai llevará a Koda al salto del salmón, un lugar donde todos los osos se reúnen a cazar algunos salmones y luego el cachorro llevará a Kenai a la montaña. Como los dos finalmente forman un vínculo parecido a un hermano, Koda revela que su madre ha desaparecido , entonces ven ellos después de montar en mamut iban con Rutt y Tuke que ellos 2 más el par de osos huian de Denahi. Kenai y Koda van por su cuenta y ellos 2 ven unas pintura rupestres, donde Kenai queda asombrado cuando Sitka murió por causa de un oso al verlo de frente, Koda luego dice que teme a los humanos. Los dos son perseguidos por Denahi, quien todavía está decidido a vengar a Kenai, sin saber que el oso que está persiguiendo es en realidad Kenai. En algún momento, Kenai y Koda llegan al salto de salmón, donde una gran cantidad de osos vive en familia, incluido el líder Tug, un oso pardo. Kenai se ajusta a su entorno y es feliz viviendo con los otros osos. Durante una discusión entre los osos, Koda cuenta una historia sobre su madre luchando contra cazadores humanos, haciendo que Kenai se dé cuenta de que el oso que mató era la madre de Koda.
Horrorizado por lo que ha hecho, Kenai huye en un ataque de culpa, pero Koda pronto lo encuentra. Kenai le dice la verdad a Koda, quien huye desconsolado. Kenai se disculpa y se va para alcanzar la montaña. Rutt y Tuke, después de haberse peleado, reformaron su hermandad frente a Koda, lo que lo impulsó a perseguir a Kenai. Denahi confronta a Kenai en la montaña, pero su lucha es interrumpida por Koda, quien le roba la lanza de caza de Denahi. Kenai va en ayuda de Koda por amor, lo que provocó que Sitka apareciera y lo convirtiera en su forma humana, para sorpresa de Denahi y Koda. Sin embargo, al darse cuenta de que Koda lo necesita debido a sus propios errores, Kenai le pide a Sitka que lo convierta de nuevo en un oso con el apoyo de Denahi. Sitka cumple, y Koda se reúne brevemente con el espíritu de su madre, antes de que ella y Sitka regresen a los espíritus. Al final, Kenai vive con el resto de los osos y gana su título como hombre, siendo un oso.
En una escena poscréditos se puede ver a Koda diciendo que ningún salmón ha sido dañado en la película.

## Reparto

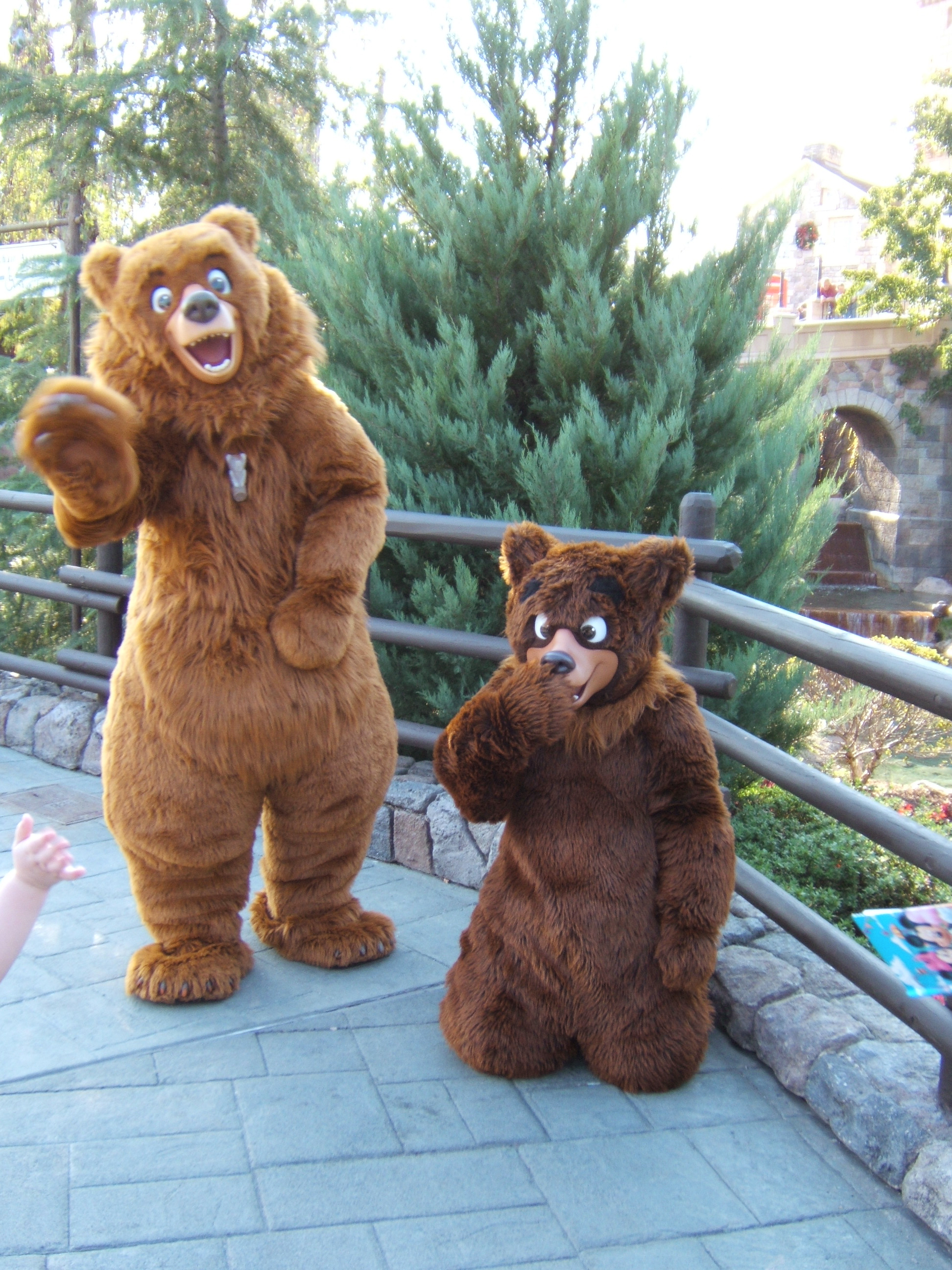
Kenai y Koda en un Parque Disney

| Personaje        | Actor de voz original | Actor de doblaje      | Actor de doblaje           |
| ---------------- | --------------------- | --------------------- | -------------------------- |
| Kenai            | Joaquin Phoenix       | Roger Isasi-Isasmendi | Bruno Bichir               |
| Koda             | Jeremy Suarez         | Ramón Salvat          | Iván Filio                 |
| Denahi           | Jason Raize           | David Robles          | Diego Schoening            |
| Sitka            | D. B. Sweeney         | Claudio Serrano       | Raúl Anaya                 |
| Rutt             | Rick Moranis          | José Sánchez Mota     | Miguel Galván              |
| Tuke             | Dave Thomas           | Josema Yuste          | Adrián Uribe               |
| Tanana           | Joan Copeland         | Marta Martorell       | María Santander            |
| Tug              | Michael Clarke Duncan | Joan Crosas           | Rogelio Guerra             |
| Denahi (Anciano) | Harold Gould          | -                     | Maynardo Zavala            |
| Carnero #1       | Paul Christie         | -                     | Freddy Ortega              |
| Carnero #2       | Danny Mastrogiorgio   | -                     | Germán Ortega              |
| Osa Anciana      | Estelle Harris        | -                     | Luna Arjona                |
| Oso Amoroso      | Greg Proops           | -                     | Noé Velázquez              |
| Oso Amorosa      | Pauley Perrette       | -                     | Martha Adriana Juárez      |
| Oso Croata       | Darko Cesar           | -                     | Jose Luis Miranda          |
| Ardillas         | Bumper Robinson       | -                     | Raúl Aldana Ricardo Tejedo |

## Banda sonora
La música de Brother Bear estuvo a cargo de Phil Collins y Mark Mancina. No es la primera vez que estos dos músicos colaboran, puesto que ya en el año 1999 pusieron música a la película de Disney Tarzán.

### Canciones
| Título en inglés       | Título en español      | Intérpretes                                  |
| ---------------------- | ---------------------- | -------------------------------------------- |
| "Look Through My Eyes" | "Look Through My Eyes" | Phil Collins (inglés y español)              |
| "No Way Out"           | "No Hay Salida"        | Phil Collins (Inglés y español)              |
| "On My Way"            | "En Marcha Estoy"      | Phil Collins (Inglés y español)              |
| "Great Spirits"        | "Espíritus"            | Phil Collins (Inglés) María Ovelar (Español) |
| "Welcome"              | "Bienvenido"           | Phil Collins (Inglés y español)              |

## Premios
Óscar
| Año  | Categoría                   | Resultado |
| ---- | --------------------------- | --------- |
| 2003 | Mejor película de animación | Nominada  |